# Pizarra de Carrio
La pizarra de Carrio es una lápida encontrada en 1926 por unos agricultores al desenterrarla en el pueblo de Carrio en el concejo de Villayón, Asturias.
En la pizarra se encuentran diferentes textos escritos en letra visigótica. Las inscripciones de la piedra hacen que se trate de un descubrimiento importante ya que se trata de una especie de conjuro o tablilla de maldición y no de un documento diplomático como casi todos los que se conservan. Su datación es contradictoria.
Actualmente se conserva en la Real Academia de la Historia.

## Inscripción y traducción
- «Acuro vos omnes patriarcas Micael, Grabriel, Ceciteil, Oriel, Rafael, Ananiel, Marmoniel, qui ilas nubus coptis tinetis in manu vuestras estote livera de vila nomine Ciuscau, ubi avitat famulus eius Auriolus cum meum cineterius cum fratribus vel vicinibus sui vel de omnis posesiones eiusdem ediciantur de vila e de ilas avitaciones eius; per montes vada et revertam ubi neque galus canta neque galina cacena, ubi neque aratore neque seminator semina ubui neque nula nominare sun.»

- «Conjuro a vosotros, todos los patriarcas Miguel, Gabriel, Ceciteil, Oriel, Rafael, Ananiel, Marmoniel, que tenéis las nubes cogidas con vuestras manos: estén exentas de la villa con nombre de Ciuscau, donde habita su fámulo Auriolo con mi cementerio, con los frades y vecinos suyos, y de todas las posesiones del mismo; sean expulsados de la vila y de sus habitaciones; por montes vayan y vuelvan, donde ni el gallo canta ni la gallina cacarea, donde ni el arador ni el sembrado obtuvo semilla ni nada es de nombrar»[2]